# Wasserschloss Erkenbrechtshausen
Das Wasserschloss Erkenbrechtshausen liegt im Stadtgebiet von Crailsheim im Landkreis Schwäbisch Hall in Baden-Württemberg.

## Geographische Lage
Das Wasserschloss liegt in Luftlinie etwa sechs Kilometer nordwestlich der Crailsheimer Stadtmitte im Stadtteil Triensbach gegenüber dem Weiler Erkenbrechtshausen auf dem linken Talhang des zwischen Schloss und Ort zum Grundbach ziehenden Rotbachs, der dort zu einem viertelhektargroßen Teich angestaut ist. Die von Erkenbrechtshausen über den Seedamm nach Triensbach führende L 1012 passiert etwa 200 Meter nach ihrem Abzweig im Weiler die Nordfassade des Bauwerks.

## Geschichte

### Mittelalter und Neuzeit
In einer Urkunde des Schwäbisch Haller Johanniterspitals aus dem Jahre 1278 wird das Wasserschloss Erkenbrechtshausen zum ersten Mal erwähnt. Es gehörte den Herren von Crailsheim und gilt als ältester Sitz des Adelsgeschlechts. Während des Bauernkrieges wurde das Schloss im Mai 1525 komplett zerstört. Der Legende nach zwangen die Crailsheimer Bauern den Schlossherrn Kaspar von Crailsheim mit ihnen zu ziehen. Mitte des 16. Jahrhunderts wurde das Schloss nun in rechteckiger Form wieder aufgebaut und um 1760 und 1780 durch Mitglieder des fränkischen Adelsgeschlechts Seckendorff, dem das Schloss seit 1647 zum Teil und seit 1759 vollständig gehörte, um- und ausgebaut.

### 20. und 21. Jahrhundert
Nach dem Tod des letzten Senioratsherrn Carl von Seckendorff im Jahre 1948 ging das Schloss in den Besitz seiner Töchter über. 1960 starb Carls Gattin Ida Freifrau von Seckendorff-Aberdar. Die Grabstätte des Ehepaares ist auf dem Grundstück der Schlossanlage zu finden. Ein neuer privater Eigentümer plante Mitte der 1980er-Jahre die umfassende Sanierung der inzwischen baufälligen Schlossanlage. Ein Teil sollte für kulturelle Veranstaltungen genutzt werden. Nachdem auch die Finanzierung gesichert war, starb der Eigentümer 1994 unerwartet, weswegen die Bauarbeiten nicht beendet werden konnten.
Nachdem die Schlossanlage viele Jahre ungenutzt blieb und wegen komplizierter Eigentumsverhältnisse nicht verkauft werden konnte, fand sich 2007 ein Hohenloher Unternehmer der das Objekt auch mit Mittel der Denkmalstiftung Baden-Württemberg saniert. Im Mai 2011 wurde das Wasserschloss Erkenbrechtshausen von der Denkmalstiftung Baden-Württemberg zum Denkmal des Monats gekürt.

## Legende
Um den Raubritter Eppelein von Gailingen, der im 14. Jahrhundert lebte, ranken sich viele Legenden. Nach einer wollte er Schloss Erkenbrechtshausen überfallen und den vermögenden Schlossherren Fritz Gaymann von Crailsheim ausrauben. Der Überfall misslang und Eppelein musste mit leeren Taschen fliehen. Im nahegelegenen Jagsttal – am Rand des Beierlessteins – schienen ihn seine Verfolger in die Enge getrieben zu haben. Doch Eppelein rief „Appele hopp!“, sprang mit seinem Pferd todesmutig in den Abgrund direkt in die Jagst. Kurz darauf tauchten Reiter und Pferd unversehrt aus dem Fluss wieder auf. Angeblich konnte man noch viele Jahrhunderte auf einem großen Felsblock inmitten der Jagst einen Hufabdruck sehen. Der Beierlesstein ist heute ein beliebter Aussichtspunkt – nur rund 900 Meter vom Wasserschloss Erkenbrechtshausen entfernt.